# Arena O2
Arena O2, cu numele original în engleză The O2 Arena (stilizat The O2 arena, și făcându-se referire la ea prin acronimul Arena North Greenwich datorită utilizării ei în cadrul Jocurilor Olimpice și Paralimpice din 2012) este o arenă acoperită de sport multi-funcțională localizată înăuntrul centrului de distracție O2 din Peninsula Greenwich, Londra, Anglia.
Având o capacitate de 20.000 de locuri, ea se află pe locul 2 în topul celor mai mari arene acoperite din Regatul Unit, după Arena Manchester, și una dintre cele mai mari din Europa. În anul 2008, a luat premiul pentru arena cu cele mai multe concerte muzicale, "luând coroana" de la Arena Manchester, care o "deținea" încă din anul 2001.
Arena O2 este foarte faimoasă în Londra datorită concertelor unor interpreți faimoși care au avut loc acolo, precum Rihanna, Led Zeppelin, Lady Gaga, Miley Cyrus, Beyoncé, Kylie Minogue, Simply Red și Muse.